# Sinar Gunung (Sindang Dataran)
Sinar Gunung is een bestuurslaag in het regentschap Rejang Lebong van de provincie Bengkulu, Indonesië. Sinar Gunung telt 2272 inwoners (volkstelling 2010).